# Клейкая лента

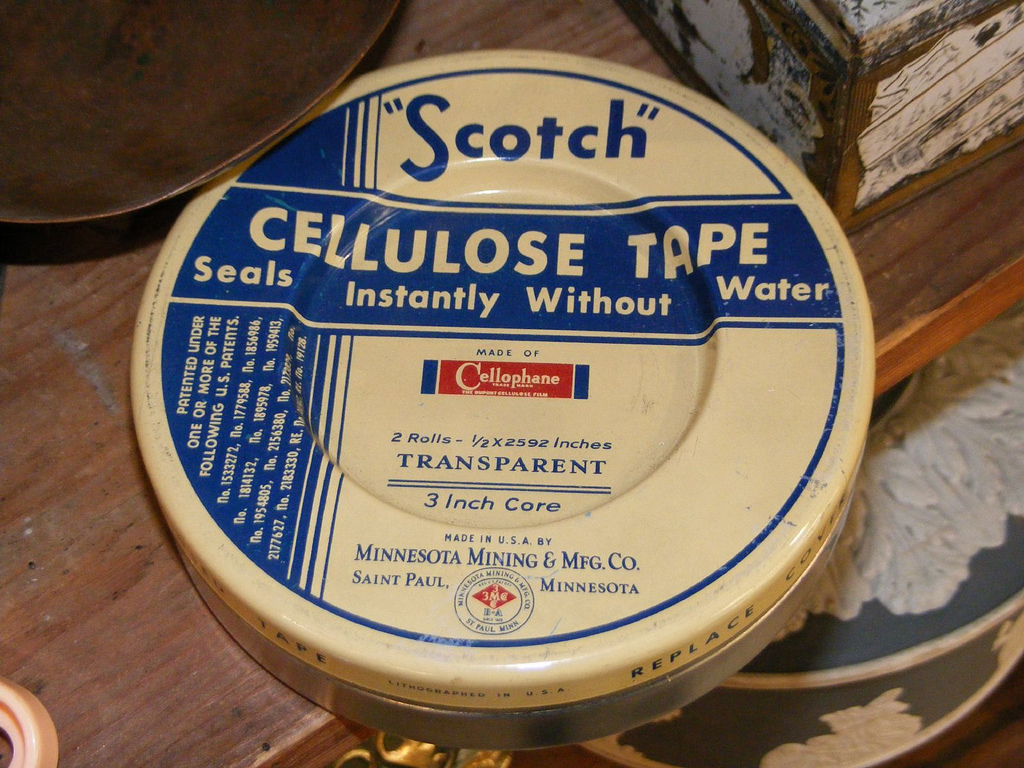
Винтажная упаковка клейкой ленты марки «Scotch»

Клейкая лента — применяемая в быту и на производстве плёночная лента с клеевым покрытием. Выпускается, как правило, в форме рулона с внешней неклеевой поверхностью, гораздо реже — с двусторонним нанесением клея. Используется для склеивания предметов вместе, а также защитного или декоративного покрытия предметов.
Клейкость зависит от толщины клеевого слоя (10-40 мкм); клей бывает акриловый или каучуковый. Он наносится на плёнку из разного материала — фольги, бумаги, полиэтиленовой плёнки, плёнки ПВХ и др., скотчем обычно называют полипропиленовую ленту.
Прозрачная клейкая лента называется скотч.

## История клейкой ленты

Клейкая лента марки «Scotch» (1930 год)

Несмотря на своё распространённое русское название «скотч» (англ. Scotch — шотландский, шотландец), клейкая лента не была изобретена в Шотландии или же шотландцем, а впервые создана в Германии. Первоначальная версия клейкой ленты состояла из газовой ткани и гуттаперчи и запатентована на имя Пауль Карл Байерсдофа в 1882 году. Аптекарь Оскар Тропловиц, работавший в то время на фирме Байерсдорф АГ, усовершенствовал её в 1901 году и назвал Лейкопласт. Предназначалась она для защиты повреждений кожи. Производство Лейкопласта началось в 1921 году. Изначально клей наносился только на края ленты, чтобы не раздражать повреждённый участок кожи. За это американцы, применяя её в технических целях, прозвали клейкую ленту, произведённую Диком Дрю в 1925 году, «скотчем» (англ. scotch — шотландский) из-за распространённых легенд о шотландской скупости. Также есть легенда, что когда Дик принёс ленту в мастерскую, и маляр заметил, что клей только на краях ленты, он закричал: «Поезжайте к вашему шотландскому (Scotch) руководителю и скажите: пусть он сделает эту шотландскую ленту (Scotch tape) ещё более клейкой!».
Подробнее

Клейкая лента на податчике с лезвием для отрезания куска ленты одной рукой (1932 год)

В 1923 году Ричард Герли Дрю устроился лабораторным техником в компанию Minnesota Mining and Manufacturing (ныне «3M»), которая занималась производством наждачной бумаги. Эта компания вела исследовательскую деятельность в области водонепроницаемых поверхностей и экспериментировала с целлофаном.
Компания поручила ему следить за тестированием новой модели наждачной бумаги «Wetordry» в магазинах и автомобильных мастерских. Однажды, находясь в одной из таких мастерских, он заметил, что при покраске автомобилей двумя или более цветами разделительные линии у мастеров получались неаккуратно. Он пообещал маляру что-нибудь придумать.
В 1925 году Ричард Дрю принёс на тестирование в автомастерскую клейкую ленту шириной 5 см. Маляр решил использовать опытный образец, но когда он начал наносить другой цвет, он заметил, что лента коробится. Присмотревшись, маляр понял, что в целях экономии клей нанесён только на края ленты, и сообщил об этом изобретателю.
В 1929 году Дрю заказал 90 метров целлофана. Ему пришлось разработать способ равномерного нанесения клея на ленту. 8 сентября 1930 года опытный образец ленты был отправлен на тестирование клиенту в Чикаго. Первоначально клейкая лента использовалась для упаковки обёртки для пищи, однако в годы Великой депрессии люди сами придумали множество других способов её использования.
Усовершенствования
В 1932 году Джон Борден предложил для удобства пользования клейкой ленты (для отрезания куска ленты одной рукой) использовать податчик с лезвием.

## Виды и применение клейких лент

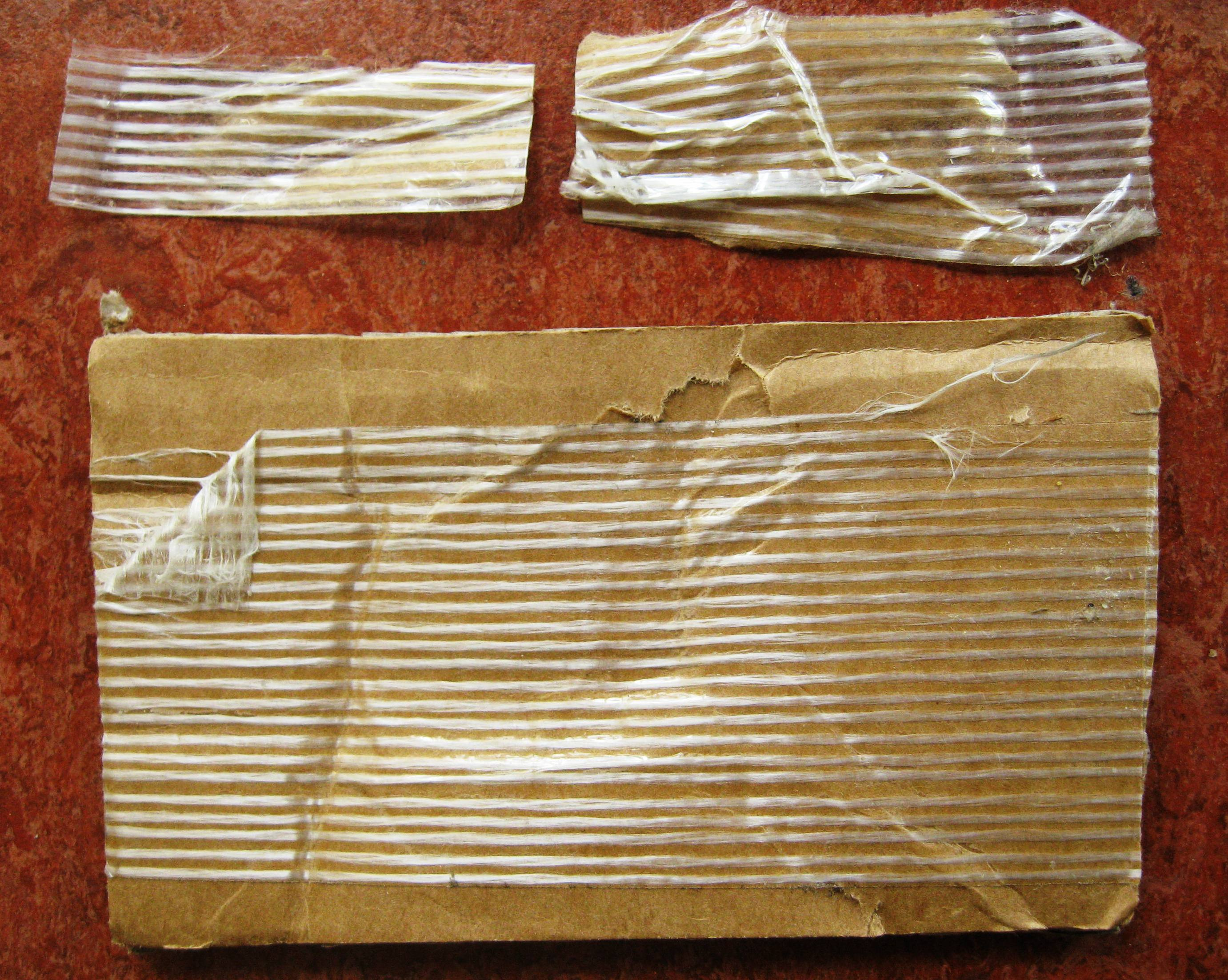
Скотч, усиленный стекловолокном для повышения прочности на разрыв

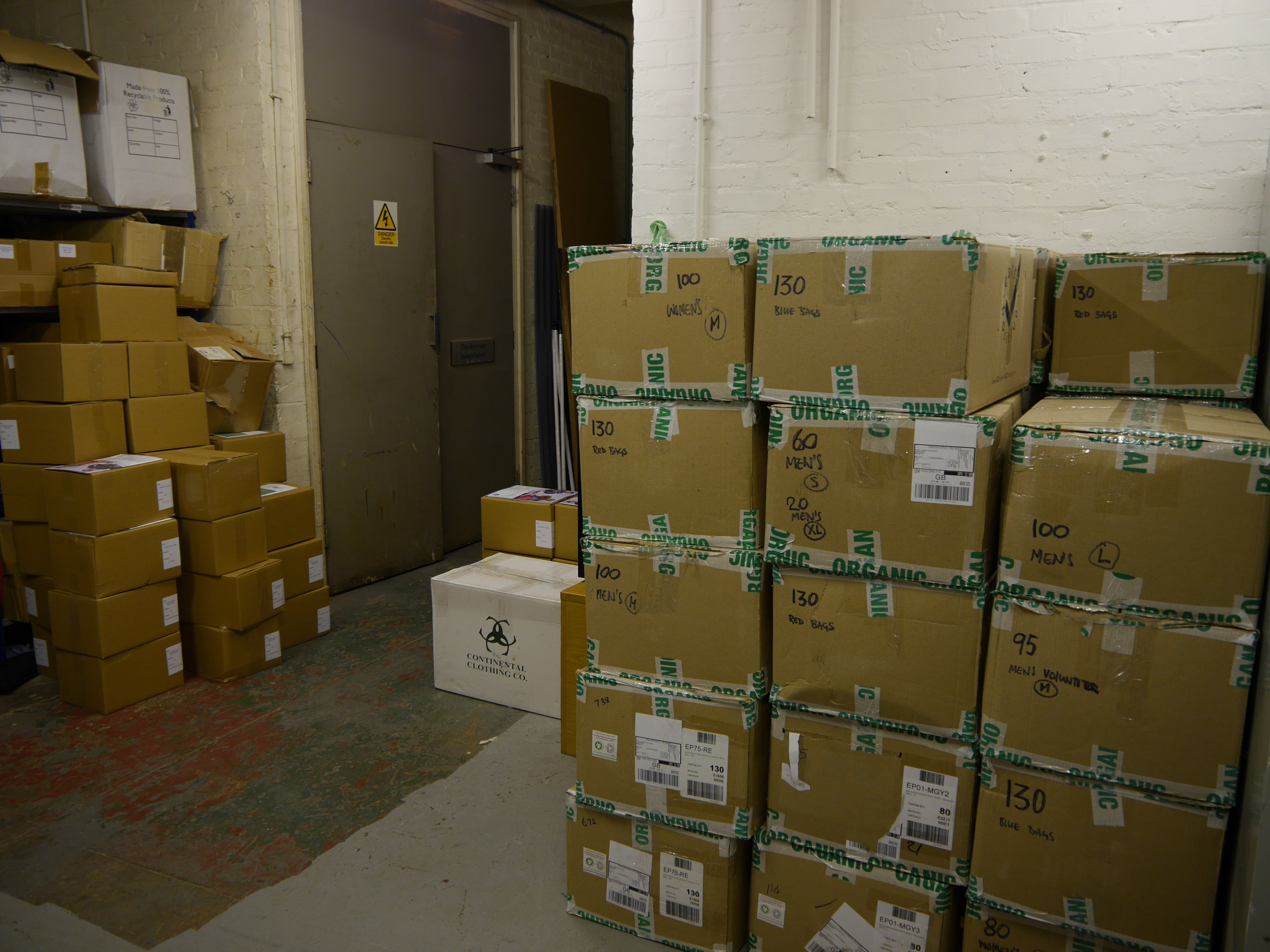
Клейкие ленты широко применяются при упаковке картонных коробок

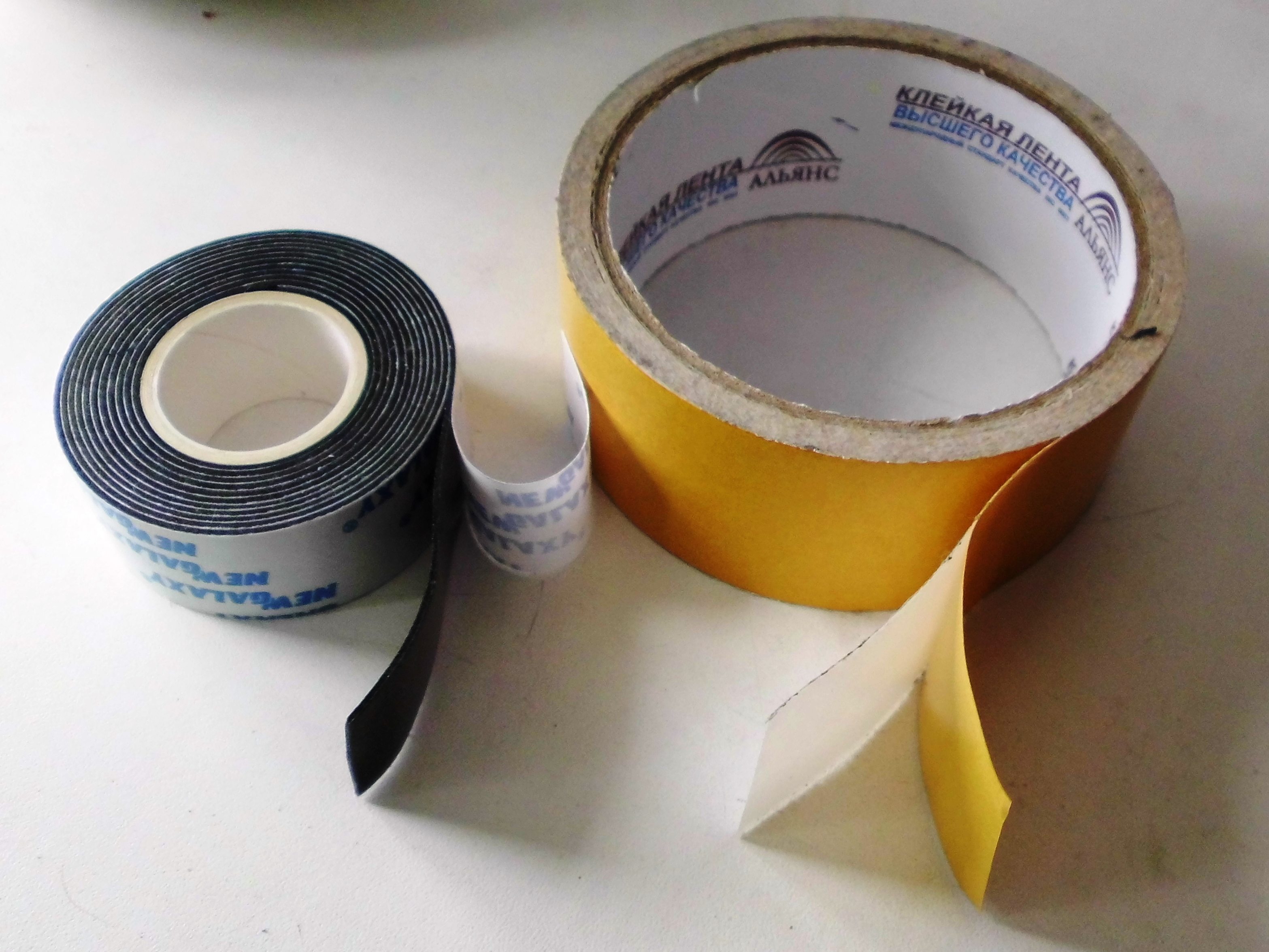
Двухсторонние клейкие ленты с толстым основанием из вспенённого материала (чёрная) и с тонким основанием (белая). Часть разделительной силиконизированной бумаги для наглядности отделена

В настоящее время выпускаются ленты различной ширины, прозрачности и липкости на бесцветной или окрашенной основе без надписей или с надписями. Выпускается двусторонняя клейкая лента (для скрепления предметов) на тонкой или более толстой основе; при намотке двусторонней клейкой ленты внешняя липкая сторона покрывается легко отделяемой лентой-прокладкой.
Для проведения малярных работ используется специальный вид клейкой ленты — малярная лента, которая предотвращает попадание лакокрасочных материалов или штукатурки на чистовые поверхности во время проведения покрасочных работ. Её особенностью является низкий уровень адгезии, что предотвращает появление следов склеивания после удаления креппа по завершении работ.
Крупные изготовители и продавцы используют клейкую ленту с логотипом фирмы.
Клейкая лента хирургическая — предназначена для временного закрепления внутренних тканей, применяется также для частичного пережимания кровеносных сосудов (вместо зажимов, которые пережимают сосуды полностью). Существуют также особо прочные модификации Scotchcast, заменяющие гипсовую повязку при переломах.
В последнее время ленту используют как средство для создания Tape art — так называемых картин и скульптур из клейкой ленты. В таком необычном виде искусства применяются цветные полупрозрачные ленты разной ширины. В этом стиле работает скульптор и художник Марк Хайсман Архивная копия от 26 октября 2009 на Wayback Machine (англ.).

### Использование нарицательного имени клейкой ленты в разных странах
В Канаде и США, как и в русском языке, в качестве имени нарицательного клейкой ленты используют слово «скотч». А вот в Великобритании, Ирландии, Австралии, Хорватии, Греции, Индии, Израиле, Японии, Нидерландах, Новой Зеландии, Сербии, Испании, Турции, Северной Македонии, Зимбабве, Боснии и Герцеговине и Словении в этом же значении выступает слово Sellotape — название другой марки клейкой ленты, из Великобритании. В Германии, где она первоначально была изобретена как Leukoplast, её называют Klebeband, то есть клейкая лента.

### Сантехническая клейкая лента

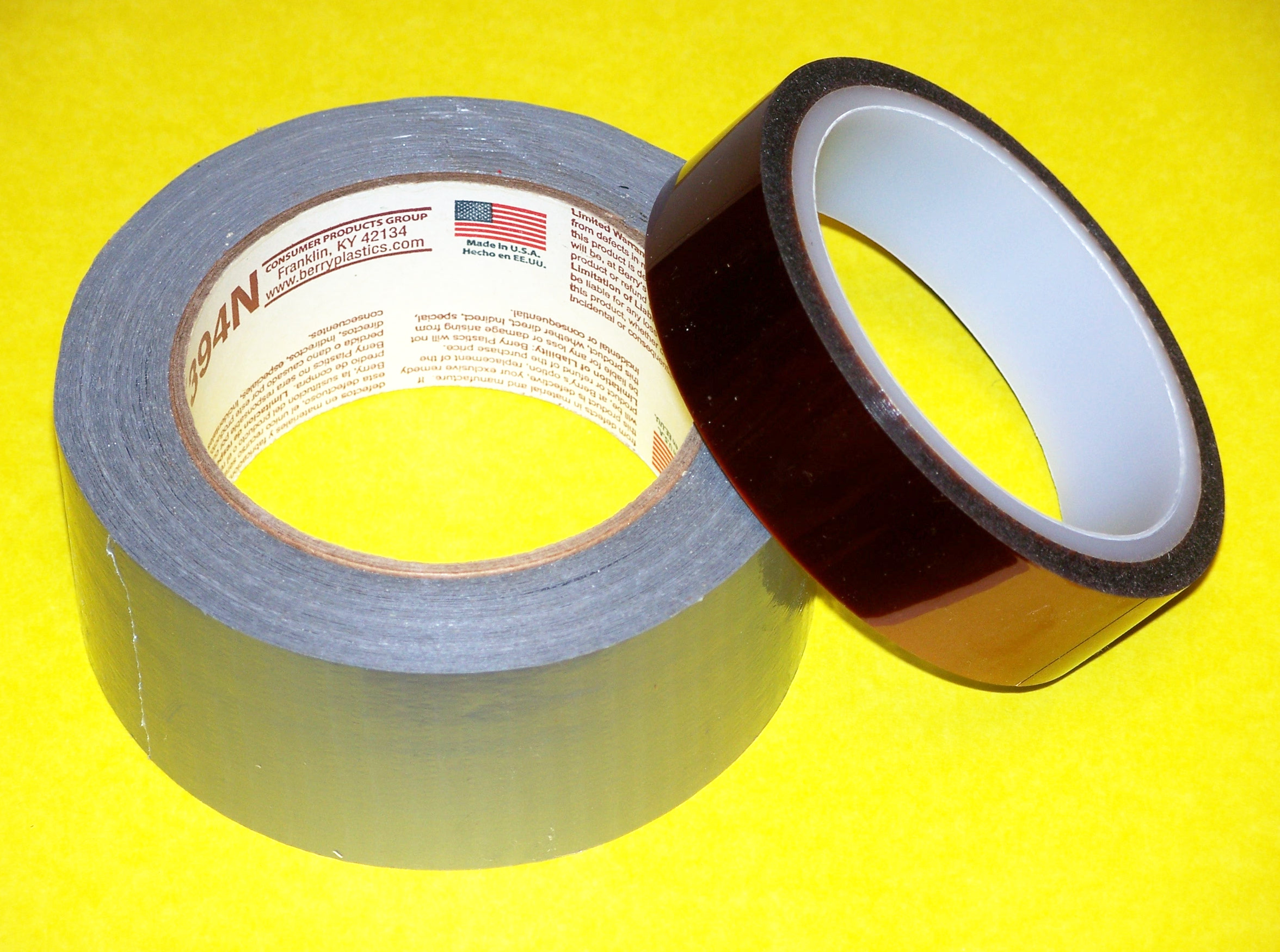
Слева серая — сантехническая армированная клейкая лента («duct tape»), справа коричневая — термостойкая каптоновая клейкая лента применяемая для изоляции элементов печатных плат и закрепления шлейфов и проводов

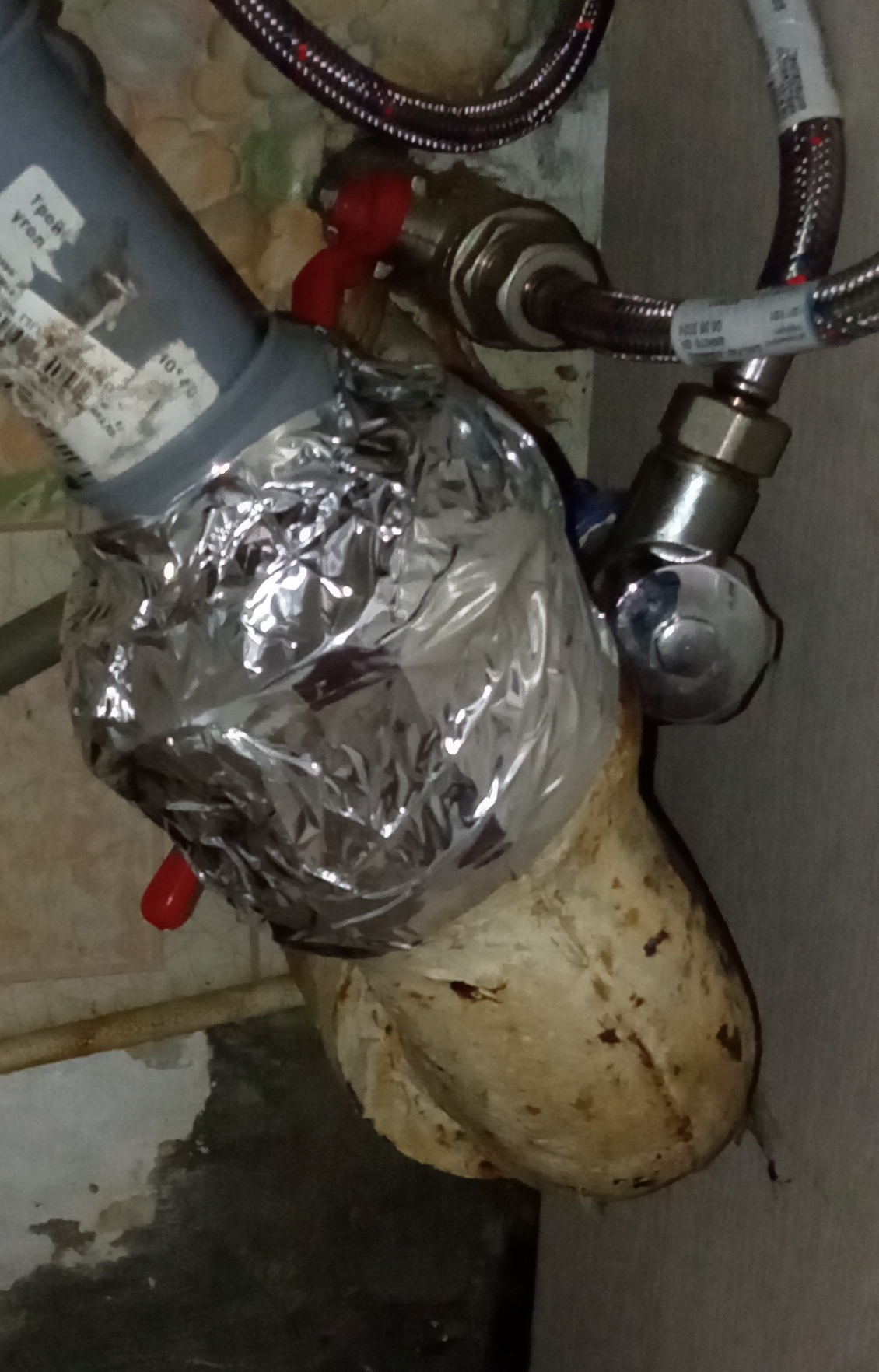
Канализационная труба, обмотанная сантехнической клейкой лентой

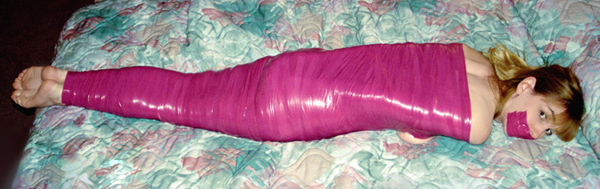
Клейкие ленты в БДСМ-культуре

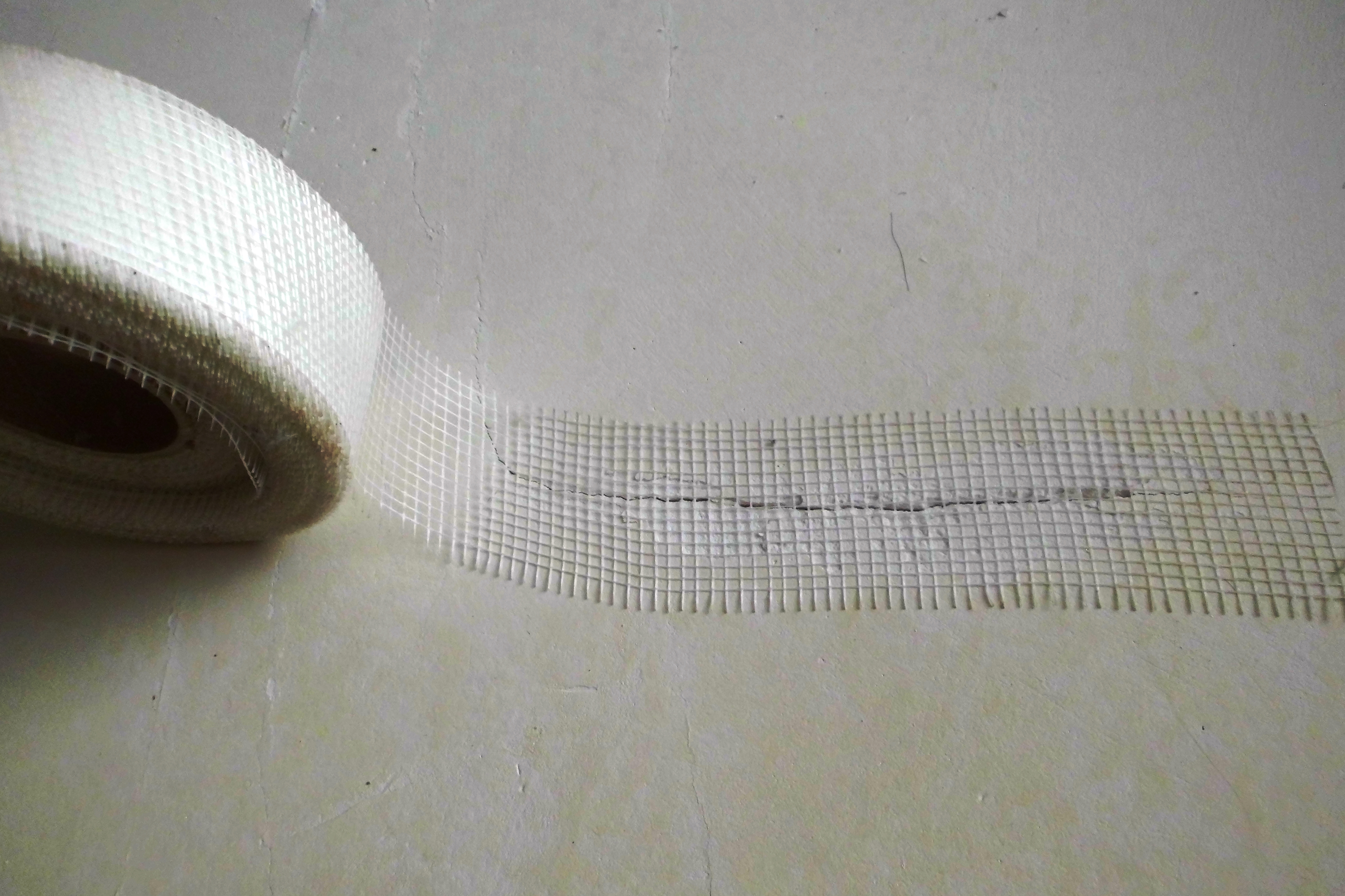
Серпянка из стекловолокна приклеенная на трещину в штукатурке на стене перед её шпаклеванием

Для обмотки труб, устранения протечек, укрепления стыков и щелей в трубах, герметизации корпусов, панелей и швов, а также для защиты воздушных каналов от воды, пара и влажности используется армированная клейкая лента (называемая также сантехнической). В России она имеет обозначение ТПЛ (тканево-полиэтиленовая лента), в быту — демонтажная клейкая лента (демонтажный скотч), а в США её называют «duct tape» или «100-мильная лента» (главным образом в армии). Одна из самых популярных клейких лент.
Изобретена совместно компаниями 3M и Johnson & Johnson ориентировочно в 1942 году, и первоначально поставлялась в армию США. Солдаты быстро оценили эту прочную полиэтиленовую ленту с отличными клеящими свойствами и использовали её повсеместно — от постройки блиндажей до временных повязок. С окончанием войны данная лента поступила в продажу и стала таким же широко используемым предметом, как и её предшественницы — прозрачная и малярная клейкая ленты.
Сделана эта лента из ткани, ламинированной полиэтиленом, или же из полиэтилена, армированного стекловолокнами. Характерная черта — она легко рвётся руками из-за волокон, армирующих ленту. В 1970-х годах изобрели подвид этой клейкой ленты, улучшенный по адгезии, легче разрываемый руками (так как он состоит целиком из ткани), и не оставляющий следов клея после снятия ленты. Когда сантехническая клейкая лента только появилась у солдат США, она была оливково-зелёного защитного цвета. Но в быту более распространены серый и чёрный цвета, хотя встречаются ещё красный, зелёный, синий и белый. Это связано с тем, что вскоре после войны лента поступила в продажу, но сантехники жаловались на то, что она выделяется на фоне труб. Компания Henkel поддалась на жалобы сантехников и сделала ленту серебристого цвета.
Сантехническая клейкая лента в наше время является фетишем мировой массовой культуры. Вскоре появляется другое знаменитое применение данной ленты — в качестве средства для связывания и заклеивания рта человеку (в этом качестве лента встречается в фильмах «Ангелы Чарли», «Час пик 2», «Новый мировой беспорядок», «Как ограбить банк», «РЭД», сериал «Секретные материалы» и других).
Также в популярной телевизионной передаче «MythBusters» (сезон 10 первая серия) ведущие Адам Сэвидж и Джейми Ханейман выживают на необитаемом острове только с помощью сантехнической клейкой ленты. С её помощью они изготавливают обувь, кров, лодку, снаряжение.
В 2019 году художник Маурицио Каттелан создал произведение современного искусства «Comedian», представляющее собой банан, приклеенный сантехнической лентой к стене.
В индустрии кино, телевидения и в музыкальном шоу-бизнесе при монтаже аудио-видео и светового оборудования концертных и съёмочных площадок используется разновидность армированной ленты с менее долговечным, но более цепким клеевым слоем — «гаффа-тейп» (Gaffer tape), имеющая как обычное чёрное или белое покрытие, так и в цветовом ассортименте, включая флуоресцентное (для разметки и маркировки сцены), ярко отражающее ультрафиолетовый спектр осветительных приборов. Лента Gaff была изобретена в 1959 году режиссером и кинематографистом Россом Лоуэллом, основателем Lowel-Light.

### Строительная клейкая лента (серпянка)
Применяется для армирования с целью предотвращения образования трещин в строительной отделке при шпаклевании и оштукатуривании. Представляет собой бинт из стекловолокна с нанесённым для удобства использования (временной фиксации на обрабатываемой поверхности) с одной стороны липким клеевым слоем. Ранее применялись также серпянки из льняной ткани без клеевого слоя.

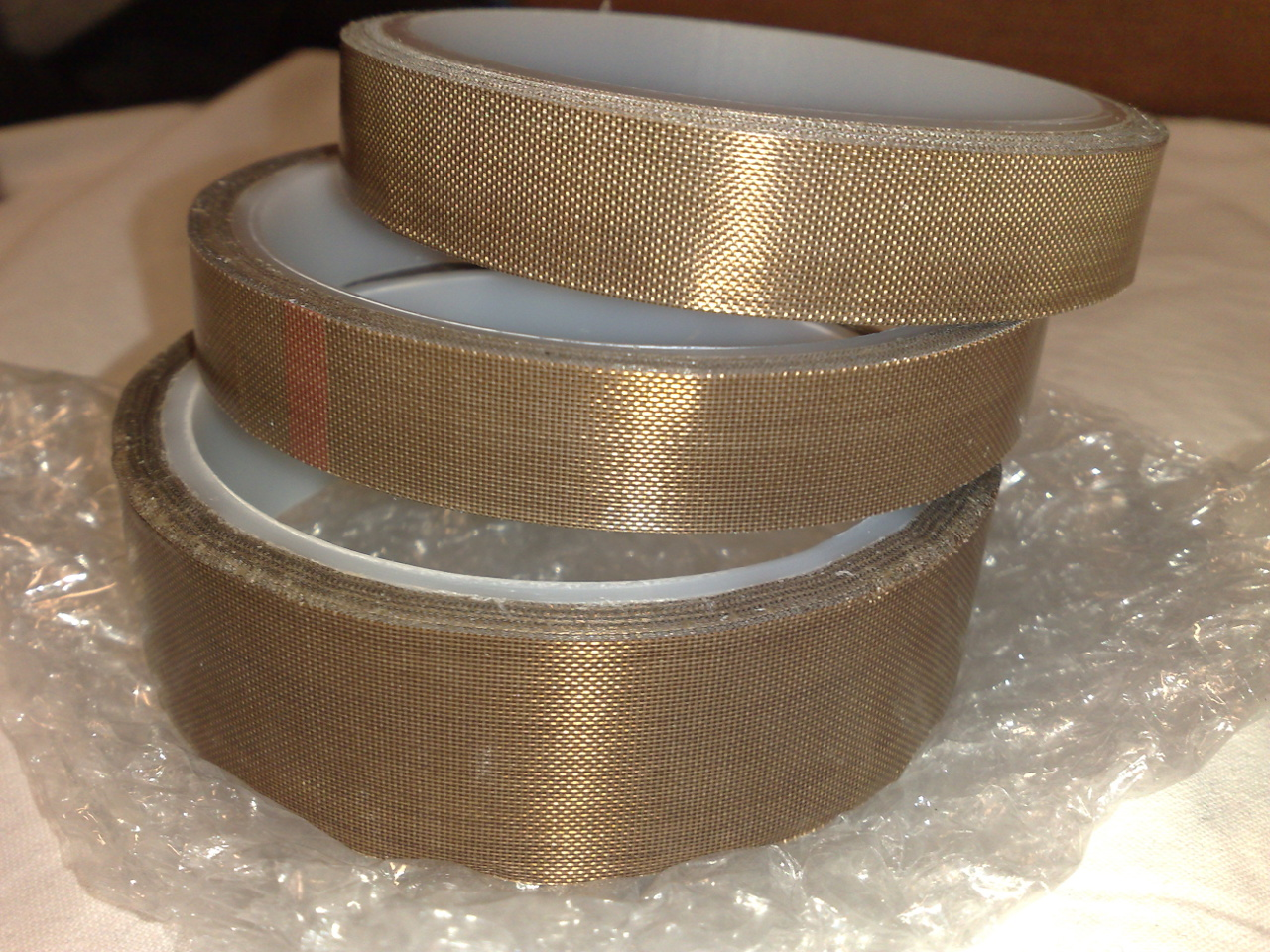
Политетрафторэтиленовая армированная
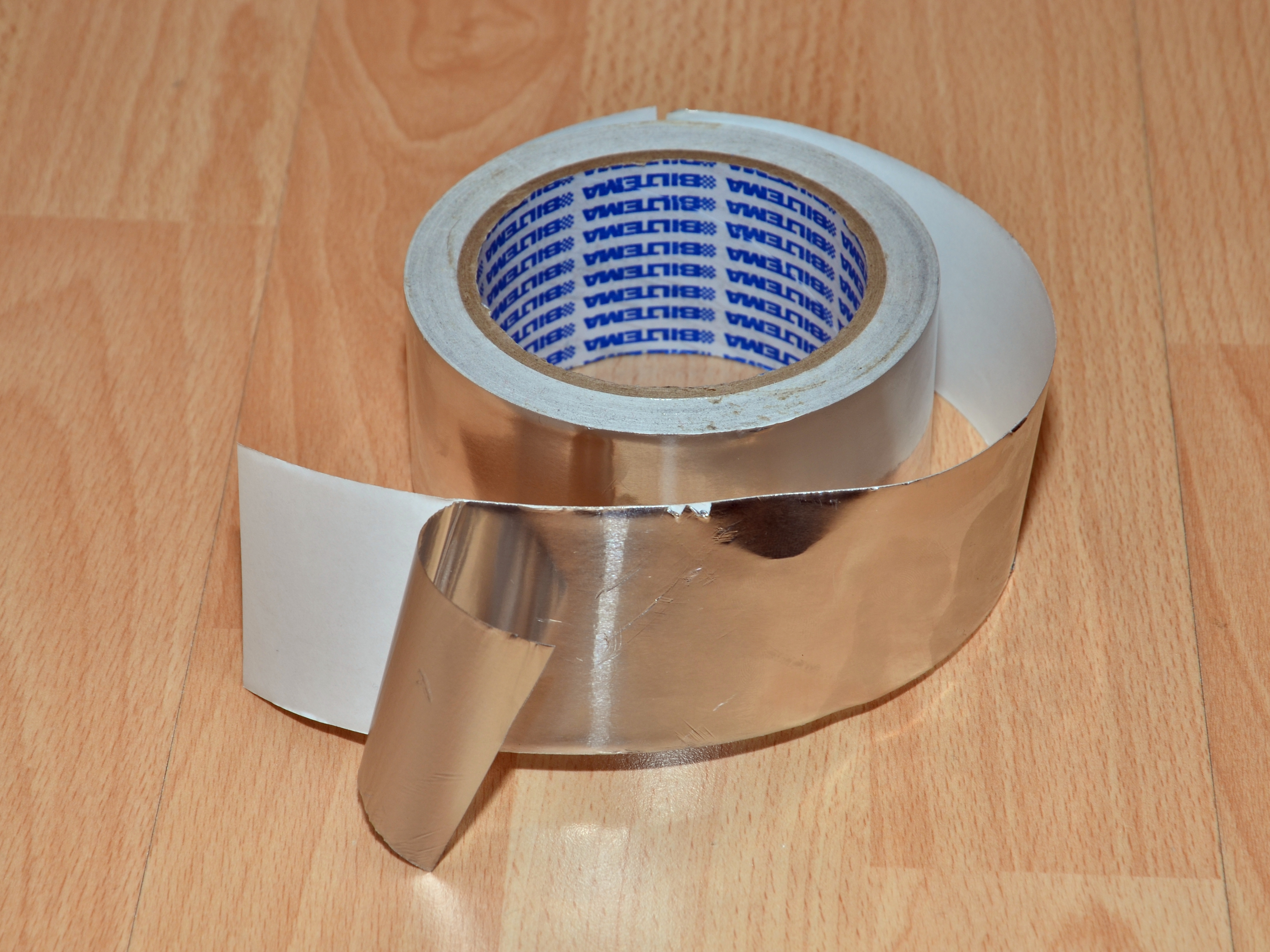
Из алюминиевой фольги
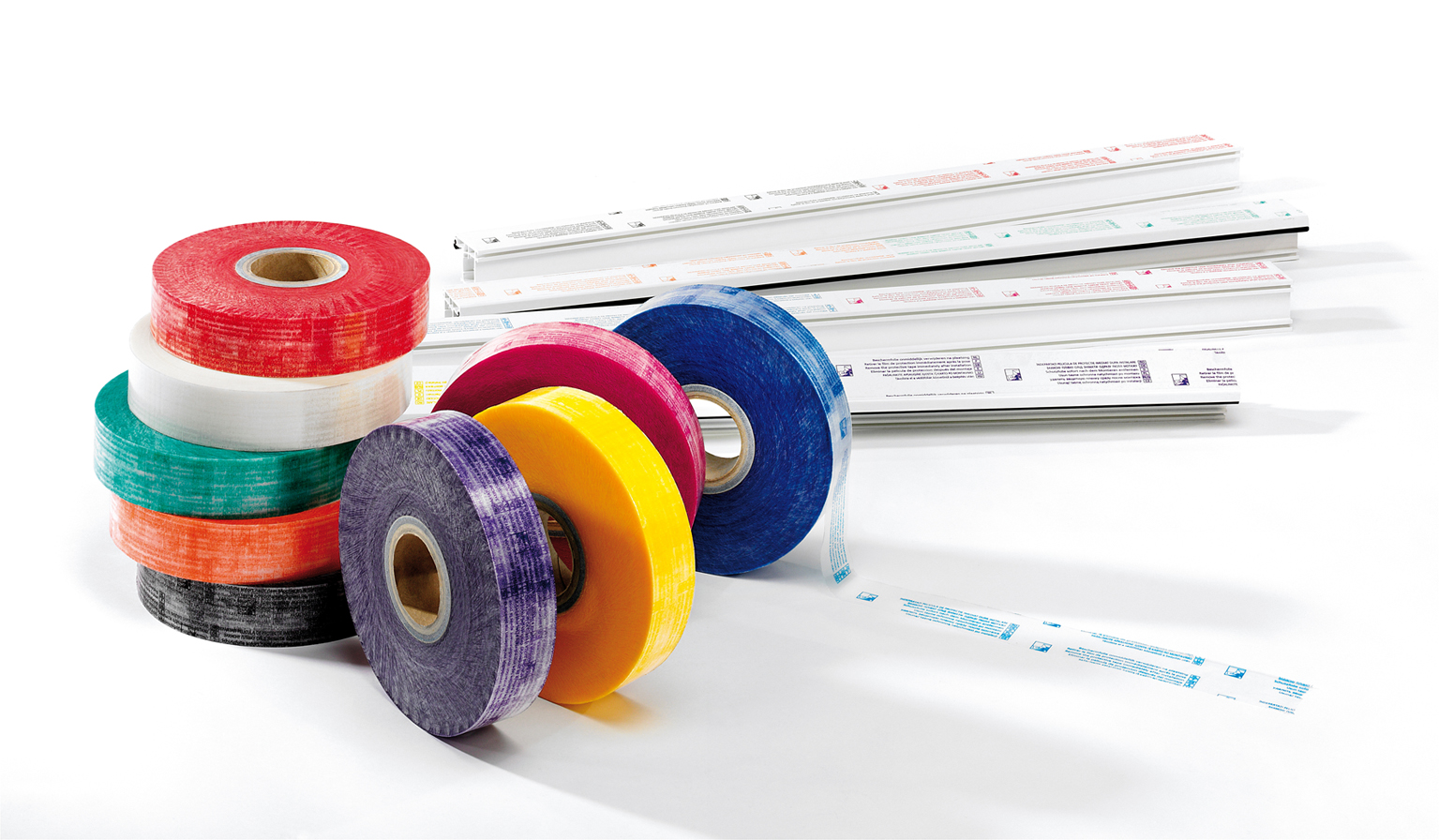
Разноцветные с надписями
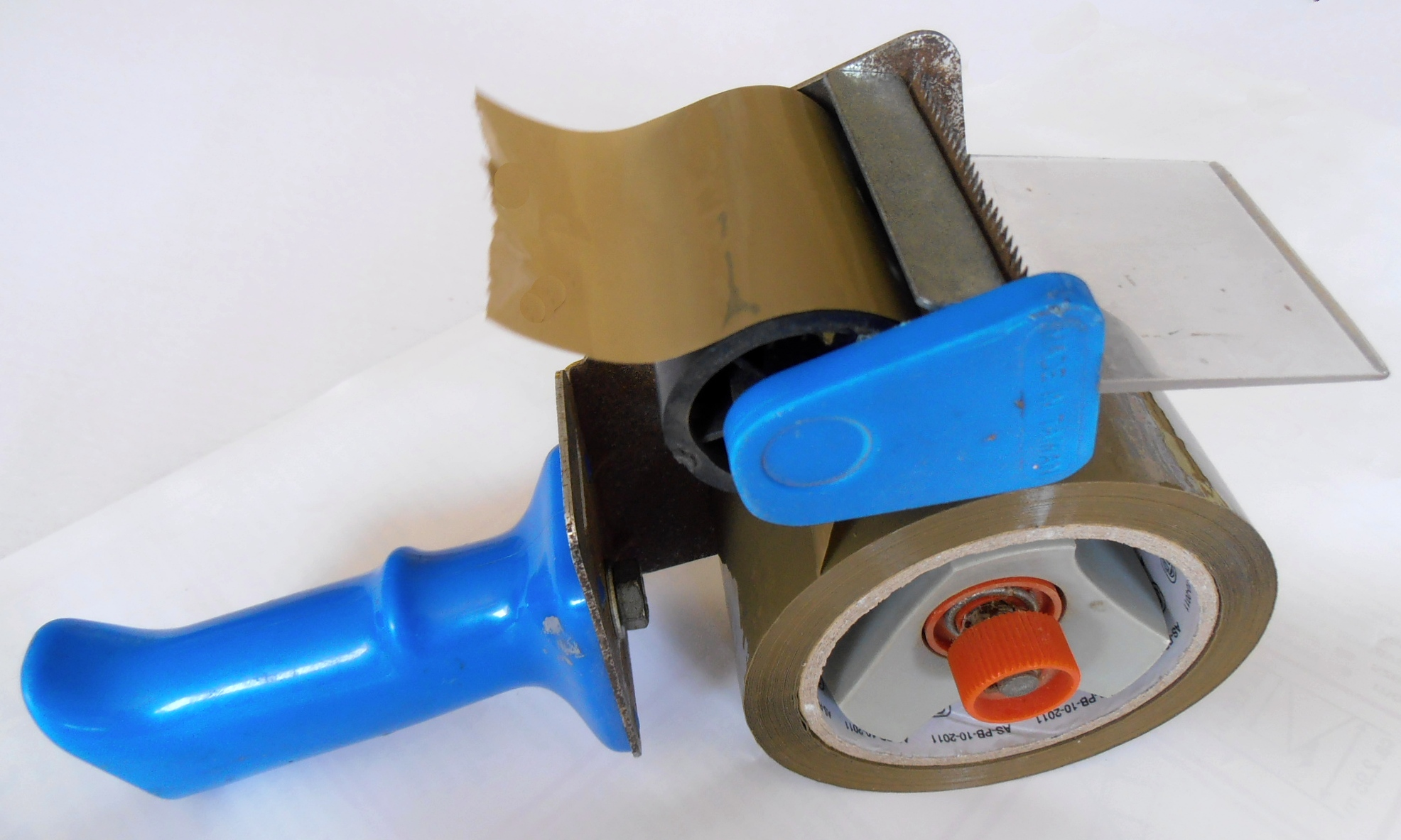
Широкая коричневая упаковочная с устройством для размотки и отрезания
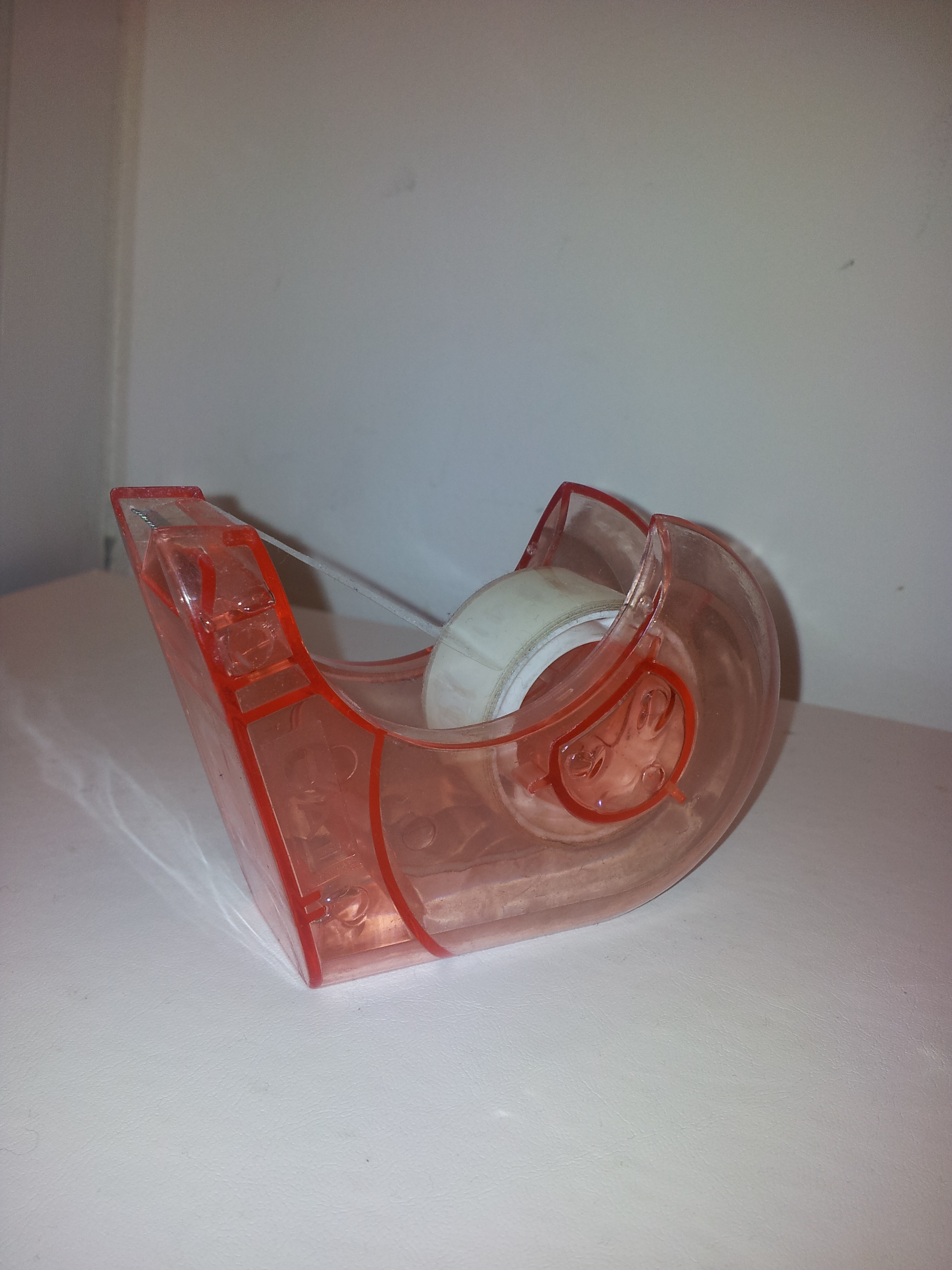
Узкая прозрачная офисная с устройством для размотки и отрезания
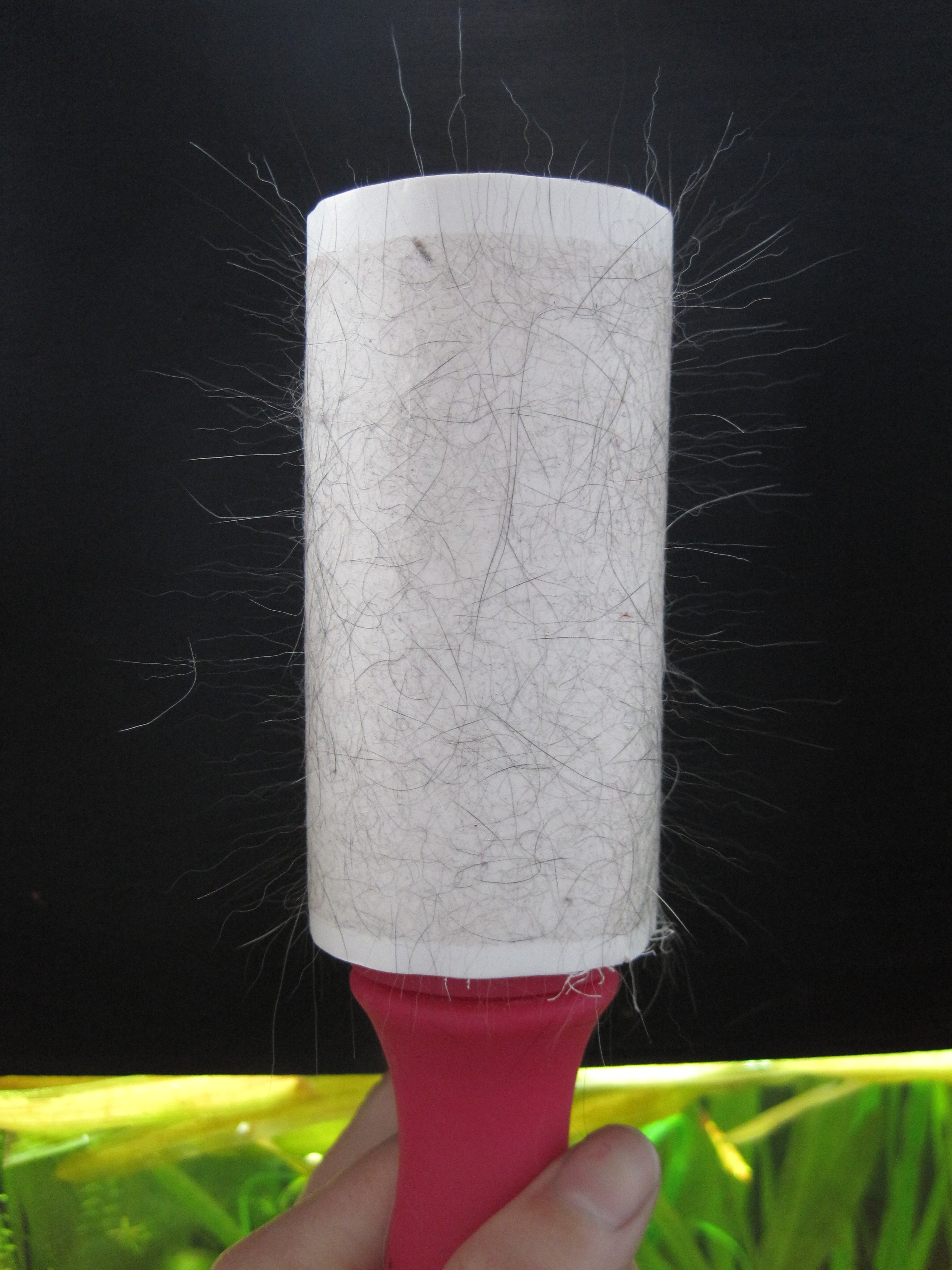
Ролик для чистки одежды от ворсинок
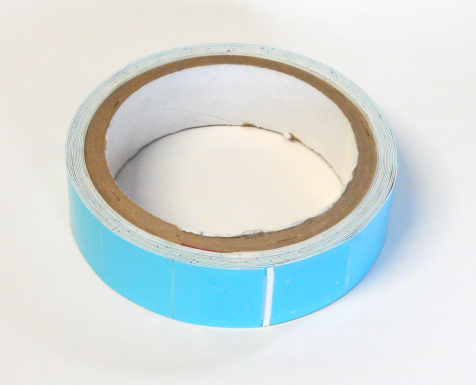
Двухсторонняя клейкая теплопроводящая лента используемая вместо термопасты для приклеивания на чипы теплоотводов

## Интересные факты
- В 1953 году советскими учёными было обнаружено, что в условиях вакуума в месте отлипания обычной клейкой ленты от подложки, например, от стекла или при разматывании рулона, благодаря триболюминесценции излучаются рентгеновские лучи[6][7][8]. В 2008 году американскими учёными были проведены эксперименты, которые показали, что в некоторых случаях мощности излучения достаточно, чтобы оставлять рентгеновское изображение на фотобумаге.[6][9]
- Клей, использующийся в клейкой ленте, с течением времени впитывается в бумагу, оставляя следы, проникающие сквозь всю толщину бумаги. Свитки Мёртвого моря были проклеены клейкой лентой, чтобы сохранить разрозненные обрывки древних рукописей; за 50 лет клей ленты, приклеенной с изнанки, проник сквозь свиток и начал разрушать ту сторону свитка, на которой написан сам текст. При Управлении древностей Израиля основано специальное реставрационное отделение, занимающееся, в том числе, и удалением клейкой ленты вместе с клеем с остатков свитков Мёртвого моря[10].